# Chợ vàng Dubai

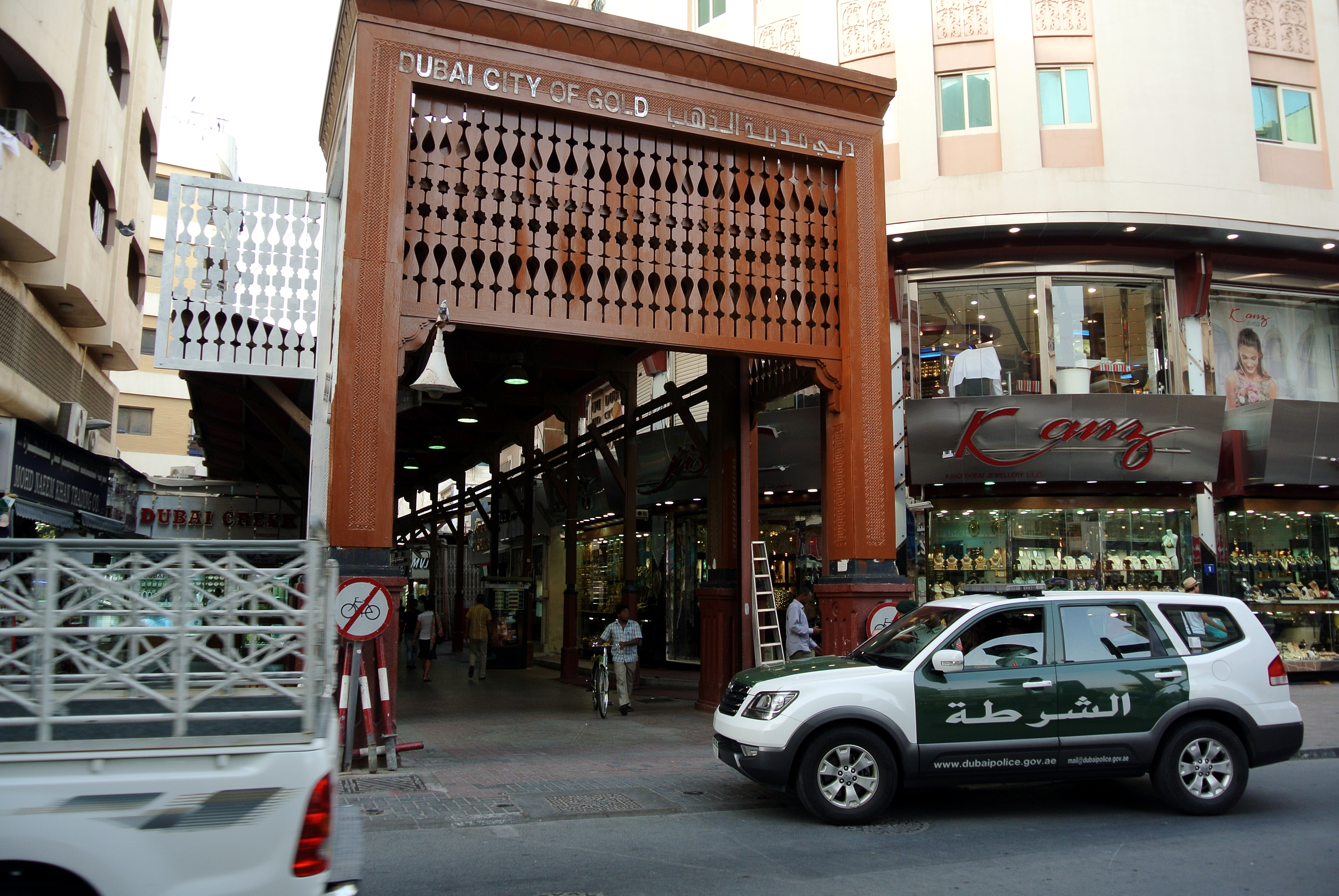
Lối vào của Chợ vàng Dubai (đường Old Baladiya, Deira) và xe cảnh sát Dubai

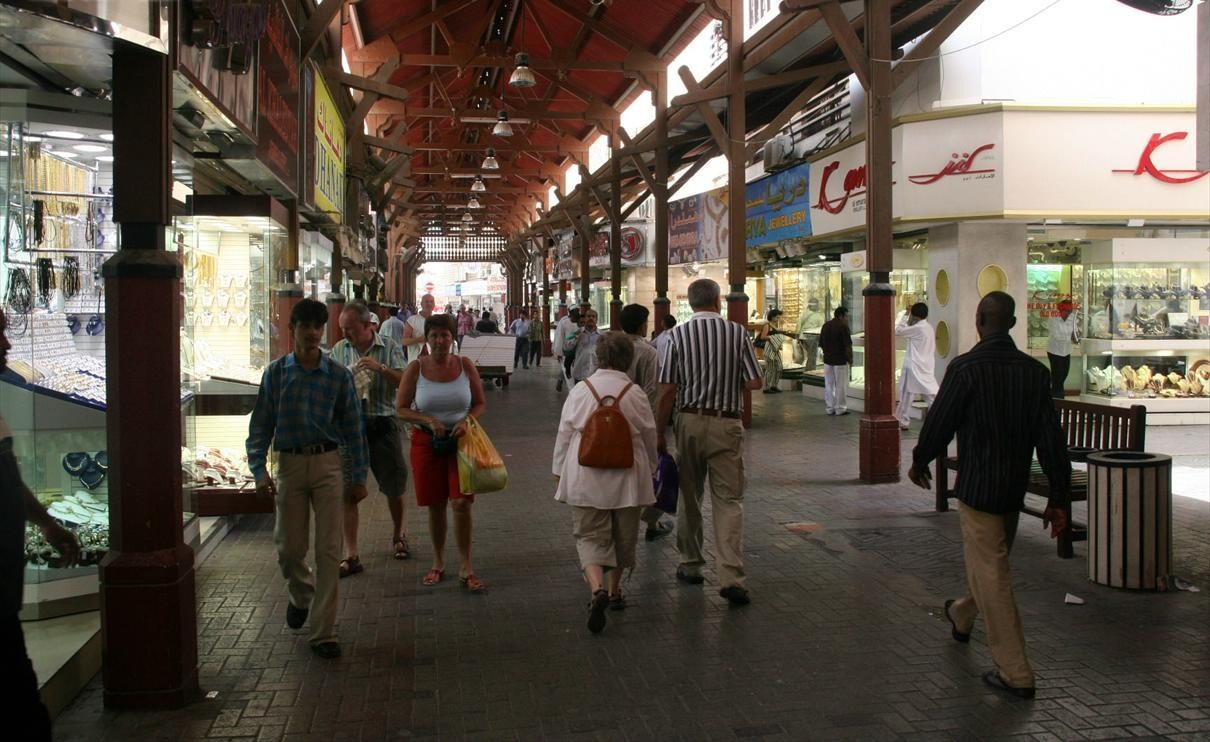
Chợ vàng Dubai có những con đường nhỏ với hàng trăm cửa hàng trang sức.

Chợ vàng Dubai hoặc Chợ vàng (tiếng Ả Rập: سوق الذهب), là một ngôi chợ truyền thống (người Ả Rập gọi "chợ" là souk) ở Dubai, Các Tiểu vương quốc Ả Rập thống nhất. Khu chợ này nằm ở khu thương mại chính của Dubai ở Deira, nằm tại Al Dhagaya. Các sạp chợ bao gồm hơn 379 nhà bán lẻ, hầu hết trong số đó là thương nhân đồ bán đồ trang sức. Theo ước tính, khoảng 10 tấn vàng có mặt tại bất kỳ thời điểm nào trong khu chợ. Nó giáp với phía bắc của chợ cá Dubai và chợ rau quả và Đê biển Deira gần Quảng trường Baniyas ở đường Sikkat al-Khali gần với bến xe buýt Deira. Chợ vàng Dubai cách ga tàu Old Souk 5 phút đi bộ.